# Бёртон, Изабель
Изабель Бертон (англ. Isabel Burton, урождённая Арунделл, 20 марта 1831 — 22 марта 1896), позже известная как леди Бертон — английская писательница, исследовательница. Была женой и спутницей исследователя и писателя сэра Ричарда Фрэнсиса Бёртона (1821—1890).

## Биография
Изабель Арунделл родилась в Лондоне 20 марта 1831 года в семье Генри Раймонда Арунделла (1799—1886) из Кенилворта, племянника Джеймса Эверарда Арунделла (1785—1834), 10-го барона Арунделла из Уордура. Её мать, Элиза Джерард, была сестрой Роберта Толвера Джерарда (1808—1887), 13-го баронета Брина, Ланкашир, и 1-го барона Джерарда Бринского.
Она была одним из одиннадцати детей, рождённых в уважаемой и зажиточной римско-католической семье Уордур.
Во время Крымской войны Арунделл трижды отказывали в её стремлении стать «Nightingale nurse», и вместо этого она создала группу из 150 единомышленниц из католических семей, известную как «Стелла-клуб», для помощи жёнам и детям солдат, которые женились без разрешения и за которых армия не несла ответственности. Такие женщины и дети часто оказывались дома в ужасных условиях. Арунделл и её группа вопреки совету полиции отправилялись в трущобы Лондона, чтобы оказывать им помощь.

## Брак
Семья Арундел в 1850 году пересекла Ла-Манш в районе Булонь, чтобы избежать антикатолического преследования после утверждения в должности архиепископа Вестминстерского Николаса Уайзмана. Здесь, во Франции, она встретила Ричарда Бёртона. После того, как Бёртон вернулся с Крымской войны в 1856 году, он сделал ей предложение, согласившись вступить в брак в католической церкви и растить своих детей католиками. Однако её мать возражала на том основании, что Бёртон не был христианином и не имел денег. В 1860 году, по возвращении Бёртона из поездки в Соединённые Штаты, он предъявил Изабель ультиматум, на который Изабель ответила: «Я выйду за вас замуж через три недели…». Таким образом, они поженились 22 января 1861 года, после того как Бёртон получил специальное разрешение на смешанный брак от кардинала Николаса Уайзмана и пообещал в письменной форме разрешить Изабель исповедовать свою религию, воспитывать своих детей как католиков и заключить брак в католической церкви. Мать Изабеллы в конце концов примирилась с браком, по словам Изабеллы: «Она любила его так же сильно, как своих собственных сыновей».
Она была решительной стороницей и защитницей своего мужа и помогала ему в написании многих его самых значительных произведений. Она написала ряд книг, в том числе историю их путешествий по Сирии и Палестине, а также автобиографию, опубликованную посмертно. Некоторые ученые считают, что под её именем писал сам Ричард Фрэнсис Бёртон, хотя это и не доказано.
Изабель Бёртон, пожалуй, наиболее известна тем, что сожгла некоторые из своих бумаг и рукописей после смерти мужа, в том числе его исправленный перевод The Perfumed Garden, который должен был называться «The Scented Garden».
В приложении к её незаконченной автобиографии Уильям Генри Уилкинс указал, что ей поступало предложение в 6000 фунтов стерлингов за рукопись. Он также утверждал, что она действовала из искренней веры в то, что «из тысячи мужчин, которые прочитали бы это произведение, 15 прочитали бы его в том научном духе, в котором оно было написано, а остальные 985 — исключительно ради грязи», и опасалась, что эта публикация испортит репутацию её мужа.

## Последние годы

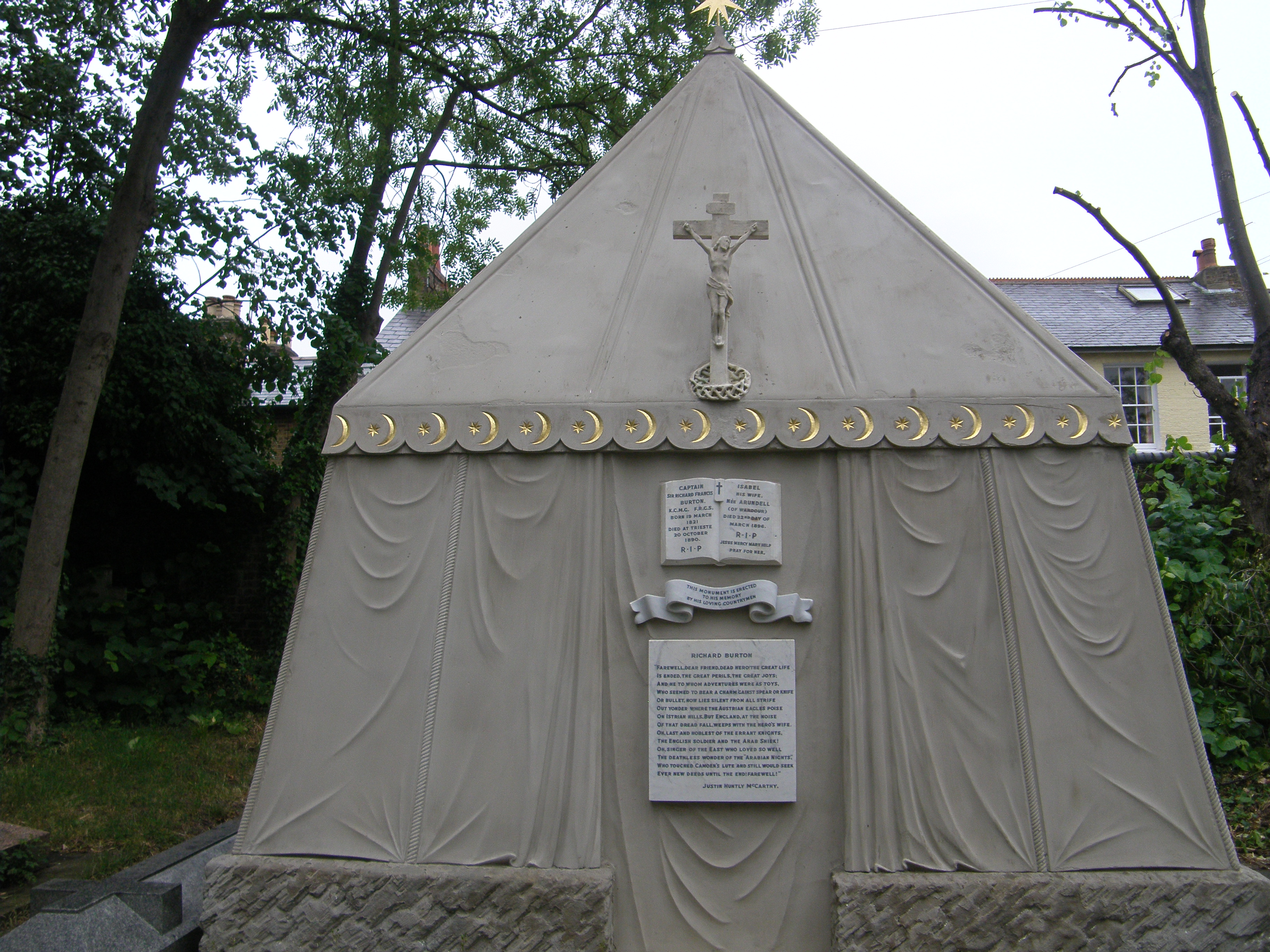
Могила сэра Ричарда и леди Бёртон в Мортлейке, на юго-западе Лондона

Несмотря на боль от рака, леди Бёртон закончила двухтомную биографию своего мужа под названием «Richard, The Life of Captain Sir Richard Francis Burton», которая была опубликована 11 июля 1893 года. Её автобиография была закончена её соратником, Уилкинсом, уже после её смерти и была опубликована в 1897 году.
Леди Бёртон переехала в Истборн в сентябре 1895 года и вернулась в Лондон в марте 1896 года. Она умерла в Лондоне 22 марта. Её тело и тело её мужа лежат на кладбище римско-католической церкви Святой Марии Магдалины в Мортлейке на юго-западе Лондона, в гробнице в форме бедуинского шатра, который она спроектировала. Рядом с Часовней Леди в церкви есть мемориальный витраж, посвящённый сэру Ричарду, установленный леди Бёртон.

## В популярной культуре
Фиона Шоу сыграла её в фильме 1990 года «Лунные горы», а Барбара Ли-Хант изобразила её в сериале BBC 1971 года «Поиски Нила» .